# Lac Fournière
Pour les articles homonymes, voir Fournière.
Le lac Fournière est un plan d'eau douce de la municipalité de Rivière-Héva, dans la municipalité régionale de comté (MRC) de La Vallée-de-l'Or, dans la région administrative de l’Abitibi-Témiscamingue, dans la province de Québec, au Canada. La rive Est du lac s’avère à la limite Ouest de la ville de Val-d’Or.
La foresterie s’avère la principale activité économique du secteur ; les activités récréotouristiques, en second. Une grande zone de marais est présente sur la rive Sud-Ouest du lac ; la rivière Fournier draine cette zone humide.
Annuellement, la surface de la rivière est généralement gelée de la mi-novembre à la fin avril, néanmoins, la période de circulation sécuritaire sur la glace est habituellement de la mi-décembre au début d’avril.

## Géographie
Ce lac comporte une longueur de 7,8 km, une largeur maximale de 6,0 km et une altitude de 315 m. Il s’approvisionne surtout de la décharge de la rivière Fournière ; de là, le courant traverse le lac vers le Nord.
Une presqu’île s’avance sur environ 0,8 km vers le Sud-Ouest à partir de la rive Est du lac.
Le lac Fournière se déverse par sa rive Nord dans la rivière Piché laquelle se dirige d’abord vers le Nord, puis vers l’Est, pour rejoindre la rive Ouest de la rivière Thompson (lac De Montigny) ; de là, le courant coule vers le Nord pour Lac De Montigny. À partir de l’embouchure de ce dernier lac, le courant emprunte la rivière Milky, un affluent de la rivière Harricana.
L’embouchure du lac Fournière est localisé à :
- 3,6 km au Sud de la route 117 ;
- 17,6 km au Sud-Est de la confluence de la rivière Harricana et du lac Malartic ;
- 13,7 km au Sud de l’embouchure du lac De Montigny ;
- 11,1 km au Sud-Ouest de l’embouchure de la rivière Thompson (lac De Montigny) ;
- 18,1 km au Sud-Ouest du centre-ville de Val-d’Or[1].

Les principaux bassins versants voisins du lac Fournière sont :
- côté Nord : rivière Piché, lac De Montigny, lac Malartic, rivière Harricana ;
- côté Est : rivière Thompson (lac De Montigny), lac Lemoine (Val-d'Or), rivière Sabourin ;
- côté Sud : lac Mourier (Rivière-Héva), lac Lemoine (Val-d'Or), réservoir Decelles, rivière des Outaouais ;
- côté Ouest : ruisseau Mainville, rivière Surimau, rivière Fournière.

## Toponymie
Jadis, ce plan d’eau était désigné lac High Water, puis lac Piché.
Le toponyme lac Fournière a été officialisé le 5 décembre 1968 par la Commission de toponymie du Québec, soit lors de sa création.